# Canagliflozin
Canagliflozin, được bán dưới tên thương hiệu Invokana và các nhãn khác, là một loại thuốc dùng để điều trị bệnh tiểu đường loại 2. Nó ít được ưu tiên hơn metformin. Nó được sử dụng cùng với tập thể dục và chế độ ăn uống. Nó không được khuyến cáo trong bệnh tiểu đường loại 1. Nó được uống qua đường miệng.
Các tác dụng phụ thường gặp bao gồm nhiễm nấm âm đạo, buồn nôn, táo bón và nhiễm trùng đường tiết niệu. Các tác dụng phụ nghiêm trọng có thể bao gồm lượng đường trong máu thấp, hoại thư Fournier, cắt cụt chân, các vấn đề về thận, kali máu cao và huyết áp thấp. Nhiễm toan cetone do tiểu đường có thể xảy ra mặc dù lượng đường trong máu gần như bình thường. Sử dụng trong thai kỳ và cho con bú không được khuyến khích. Canagliflozin là chất ức chế natri-glucose cotransporter 2 (SGLT2). Nó hoạt động bằng cách tăng lượng glucose bị mất trong nước tiểu.
Canagliflozin đã được chấp thuận cho sử dụng y tế tại Hoa Kỳ vào năm 2013. Nguồn cung cấp một tháng tại Vương quốc Anh tiêu tốn của NHS khoảng 39,20 bảng vào năm 2019. Tại Hoa Kỳ, chi phí bán buôn của số thuốc này là khoảng  đô la Mỹ 475,20. Năm 2016, đây là loại thuốc được kê đơn nhiều thứ 194 tại Hoa Kỳ với hơn 3 triệu đơn thuốc.

## Sử dụng y tế
Canagliflozin là một loại thuốc chống tiểu đường được sử dụng để cải thiện kiểm soát lượng đường trong máu ở những người mắc bệnh tiểu đường loại 2. Nó ít được ưa thích hơn metformin. Theo các quốc gia trong dược thư Anh nó cũng ít ưa thích hơn so với một sulfonylurê như của năm 2019 trong khi American Diabetes Association và Hiệp hội châu Âu về Nghiên cứu bệnh tiểu đường cân nhắc hoặc là một chất ức chế SGLT2 hoặc GLP-1 chủ vận thụ thể một loại thuốc dòng thứ hai hợp lý trong những với bệnh tim.
Canagliflozin làm giảm nồng độ HbA <sub id="mwRQ">1c</sub> từ 0,77% xuống 1,16% khi được sử dụng, kết hợp với metformin, kết hợp với metformin và sulfonylurea, kết hợp với metformin và pioglitazone, hoặc kết hợp với insulin, từ HbA 1c ban đầu đến 8,1%. Khi được thêm vào metformin, canagliflozin không xuất hiện tồi tệ hơn sitagliptin hoặc glimepiride trong việc giảm mức HbA 1c, trong khi canagliflozin có thể tốt hơn sitagliptin và glimiperide trong việc giảm HbA 1c. Không rõ liệu nó có bất kỳ lợi ích tim mạch độc đáo nào ngoài việc hạ đường huyết hay không. Mặc dù canagliflozin tạo ra tác dụng có lợi đối với cholesterol HDL, nhưng nó cũng đã được chứng minh là làm tăng cholesterol LDL để không tạo ra sự thay đổi trong tổng lượng cholesterol.